# Milichiella argentea
Milichiella argentea är en tvåvingeart som först beskrevs av Fabricius, 1805.  Milichiella argentea ingår i släktet Milichiella och familjen sprickflugor.